# Kali Spitzer
Pour les articles homonymes, voir Watkins.
Kali Spitzer, née en 1987, est une photographe autochtone canadienne. 

## Biographie
Kali Spitzer est originaire des Kaska Dena, un peuple nord-américain des Premières nations du territoire Kaska dans le Yukon. Elle appartient également aux Daylu situés à Lower Post en Colombie-Britannique. Son père est Kaska Dena et sa mère est d'origine juive de Transylvanie, en Roumanie.
Kali Spitzer est diplômée d'un certificat de photographie professionnelle de la Western Academy of Photography. Elle étudie à l'Institute of American Indian Arts de Santa Fe, au Nouveau Mexique, sous le mentorat de Will Wilson. À l'âge de vingt ans, elle retourne s'installer au Yukon, d'où elle est originaire, afin de documenter les pratiques culturelles autour de la chasse, de la pêche, du piégeage, du tannage des peaux d'orignal et de caribou, et du perlage.

## Carrière professionnelle
Kali Spitzer travaille principalement avec des films en 35 mm, 120 mm et grand format, ainsi qu'avec le procédé de collodion humide. Ses œuvres se distinguent par des portraits, et des photographies des pratiques et cérémonies culturelles de sa communauté. Elle est également connue pour utiliser la photographie à l'étain comme moyen de placer son travail "en dialogue avec l'histoire problématique de l'imagerie amérindienne par les photographes blancs". 
La photographie Sister (2016) de la photographe est l'image qui a servi de base à la sculpture Every One, qui fait partie du travail d'engagement social appelé MMIWQT Bead Project de l'artiste Cannupa Hanska Luger. L'œuvre est composée de plus de quatre mille perles d'argile fabriquées par des habitants de toute l'Amérique du Nord. L'objectif de ce portrait grandeur nature est de "réhumaniser les données" concernant les femmes, les filles, les homosexuels et les personnes trans autochtones disparus et assassinés. 
En 2017, Kali Spitzer est lauréate du Reveal Indigenous Art Award de la Hnatyshyn Foundation Visual Arts Awards,,. 
En 2018, le travail de Kali Spitzer est présenté à la Biennale d'art autochtone contemporain. Ses photographies sont également exposés au Musée des beaux-arts de Sherbrooke, au Center for Contemporary Native Art du Portland Art Museum, au Never Apart Centre de Montréal et à la grunt gallery de Vancouver,.

## Récompense
- 2017 : Reveal Indigenous Art Award, Fondation Hnatyshyn